# Pana (Gabón)
Pana es una comuna gabonesa, chef-lieu del departamento de Lombo-Bouénguidi de la provincia de Ogooué-Lolo.
En 2013 la comuna tenía una población de 1579 habitantes, de los cuales 807 eran hombres y 772 eran mujeres.
Se ubica sobre la carretera R18 cerca de la frontera con la República del Congo, a medio camino entre la capital provincial Koulamoutou y la ciudad congoleña de Mayoko. La localidad está rodeada de un entorno montañoso y selvático cercano al parque nacional de Birougou, y en sus inmediaciones nacen los ríos Bouénguidi al oeste y Lombo al este.